# 科哈特县

所在位置

科哈特县，是巴基斯坦开伯尔－普赫图赫瓦省中部的一个县。总面积2,545 km2 (982.6 sq mi)，总人口562,644(1998)，人口密度221人/km2 (572.4/sq mi)。县治位于科哈特。

## 行政区划
科哈特县分为2个乡。